# Chapeaux
Voitures E. Chapeaux war ein französischer Hersteller von Automobilen.

## Unternehmensgeschichte
Émile Chapeaux gründete 1940 in Lyon das Unternehmen und begann mit der Produktion von Automobilen, die teilweise in der Fabrik von Ateliers Lyonnais Ultima stattfand. Der Markenname lautete Chapeaux. 1941 endete die Produktion. Insgesamt entstanden nur vier Fahrzeuge.

## Fahrzeuge
Das Unternehmen stellte Elektroautos her. Die Basis stellten Fahrgestelle von Amilcar, Mathis und Salmson dar. Für den Antrieb sorgte ein Elektromotor.
Das erste Fahrzeug war ein Coupé, das ein Mitarbeiter vom Roten Kreuz in Auftrag gab. Die beiden folgenden Fahrzeuge waren zweitürige Limousinen, die ein Fabrikdirektor und ein Rechtsanwalt abnahmen. Das vierte Fahrzeug war ein Dreirad mit einzelnem Hinterrad, das ein Juwelier bestellte.